# Olympische Sommerspiele 1992/Leichtathletik – 3000 m (Frauen)

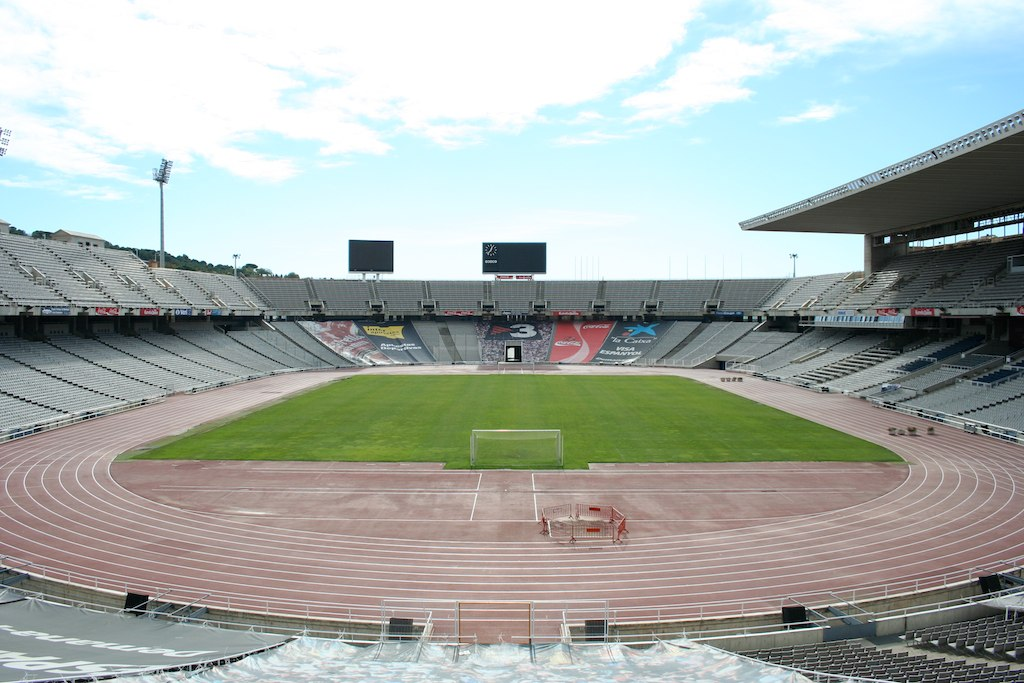
Das Olympiastadion von Barcelona im Jahr 2008

Der 3000-Meter-Lauf der Frauen bei den Olympischen Spielen 1992 in Barcelona wurde am 31. Juli und 2. August 1992 in zwei Runden im Olympiastadion Barcelona ausgetragen. 33 Athletinnen nahmen teil. Die Distanz wurde zum letzten Mal bei Olympischen Spielen gelaufen. Ab 1996 kam stattdessen der 5000-Meter-Lauf auch bei den Frauen ins olympische Programm.
Olympiasiegerin wurde die Russin Jelena Romanowa, hier für das Vereinte Team am Start. Sie gewann vor ihrer ukrainischen Teamkameradin Tetjana Samolenko-Dorowskych, die 1988 in Seoul unter ihrem Mädchennamen Tetjana Samolenko für die Sowjetunion startend den Wettbewerb gewonnen hatte. Bronze ging an die Kanadierin Angela Chalmers.
Athletinnen aus Deutschland, der Schweiz, Österreich und Liechtenstein nahmen nicht teil.

## Aktuelle Titelträgerinnen
| Olympiasiegerin 1988                      | Tetjana Samolenko ( Sowjetunion)            | 08:26,53 min | Seoul 1988            |
| Weltmeisterin 1991                        | Tetjana Samolenko-Dorowskych ( Sowjetunion) | 08:35,82 min | Tokio 1991            |
| Europameisterin 1990                      | Yvonne Murray ( Großbritannien)             | 08:43,06 min | Split 1990            |
| Panamerikanische Meisterin 1991           | Sabrina Dornhoefer ( USA)                   | 09:16,15 min | Havanna 1991          |
| Zentralamerika und Karibik-Meisterin 1991 | María Luisa Servín ( Mexiko)                | 09:28,02 min | Xalapa 1991           |
| Südamerika-Meisterin 1991                 | Carmem de Oliveira ( Brasilien)             | 09:17,50 min | Manaus 1991           |
| Asienmeisterin 1991                       | Zhong Huandi ( Volksrepublik China)         | 09:10,27 min | Kuala Lumpur 1991     |
| Afrikameisterin 1992                      | Derartu Tulu ( Äthiopien)                   | 09:01,12 min | Belle Vue Maurel 1992 |
| Ozeanienmeisterin 1990                    | Wendy Cottrell ( Neuseeland)                | 10:01,72 min | Suva 1990             |

## Bestehende Rekorde
| Weltrekord         | 8:22,62 min | Tatjana Kasankina ( Sowjetunion) | Leningrad, Sowjetunion    | 26. August 1984    |
| Olympischer Rekord | 8:26,53 min | Tetjana Samolenko ( Sowjetunion) | Finale OS Seoul, Südkorea | 25. September 1988 |

Der bestehende olympische Rekord wurde bei diesen Spielen nicht erreicht. Alle vier Läufe waren auf einen Zielsprint ausgerichtet. Im schnellsten Rennen, dem zweiten Vorlauf, erzielte die Französin Marie Pierre Duros, die zwei Tage später ihr Finalrennen aufgab, 8:42,32 min. Damit verfehlte sie den Olympiarekord um 15,79 Sekunden. Zum Weltrekord fehlten ihr 19,70 Sekunden.

## Vorrunde
Datum: 31. Juli 1992
Die Athletinnen traten zu insgesamt drei Vorläufen an. Für das Finale qualifizierten sich pro Lauf die ersten drei Sportlerinnen. Darüber hinaus kamen die drei Zeitschnellsten, die sogenannten Lucky Loser, weiter. Die direkt qualifizierten Läuferinnen sind hellblau, die Lucky Loser hellgrün unterlegt.

### Vorlauf 1

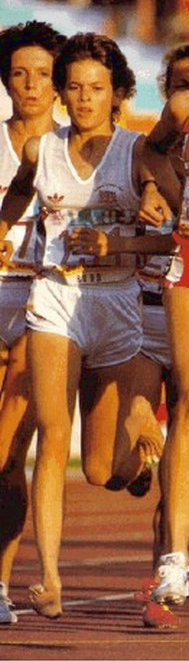
Für Zola Pieterse, frühere Zola Budd, reichte es als Neunte des ersten Vorlaufs nicht ins Finale

19:50 Uhr
Die Südafrikanerin Zola Pieterse hatte 1984 in Los Angeles unter ihrem Mädchennamen Zola Budd teilgenommen und startete hier für Großbritannien.
| Platz | Name             | Nation         | Zeit        |
| ----- | ---------------- | -------------- | ----------- |
| 1     | Jelena Kopytowa  | EUN            | 8:47,21 min |
| 2     | Margareta Keszeg | Rumänien       | 8:47,24 min |
| 3     | PattiSue Plumer  | USA            | 8:47,58 min |
| 4     | Lisa York        | Großbritannien | 8:47,71 min |
| 5     | Robyn Meagher    | Kanada         | 8:49,72 min |
| 6     | Gitte Karlshøj   | Dänemark       | 8:54,05 min |
| 7     | Estela Estévez   | Spanien        | 8:55,70 min |
| 8     | Jane Ngotho      | Kenia          | 9:00,96 min |
| 9     | Zola Pieterse    | Südafrika      | 9:07,10 min |
| 10    | Ana Isabel Elias | Angola         | 9:58,82 min |
| DNS   | Sandra Cortez    | Bolivien       |             |

### Vorlauf 2

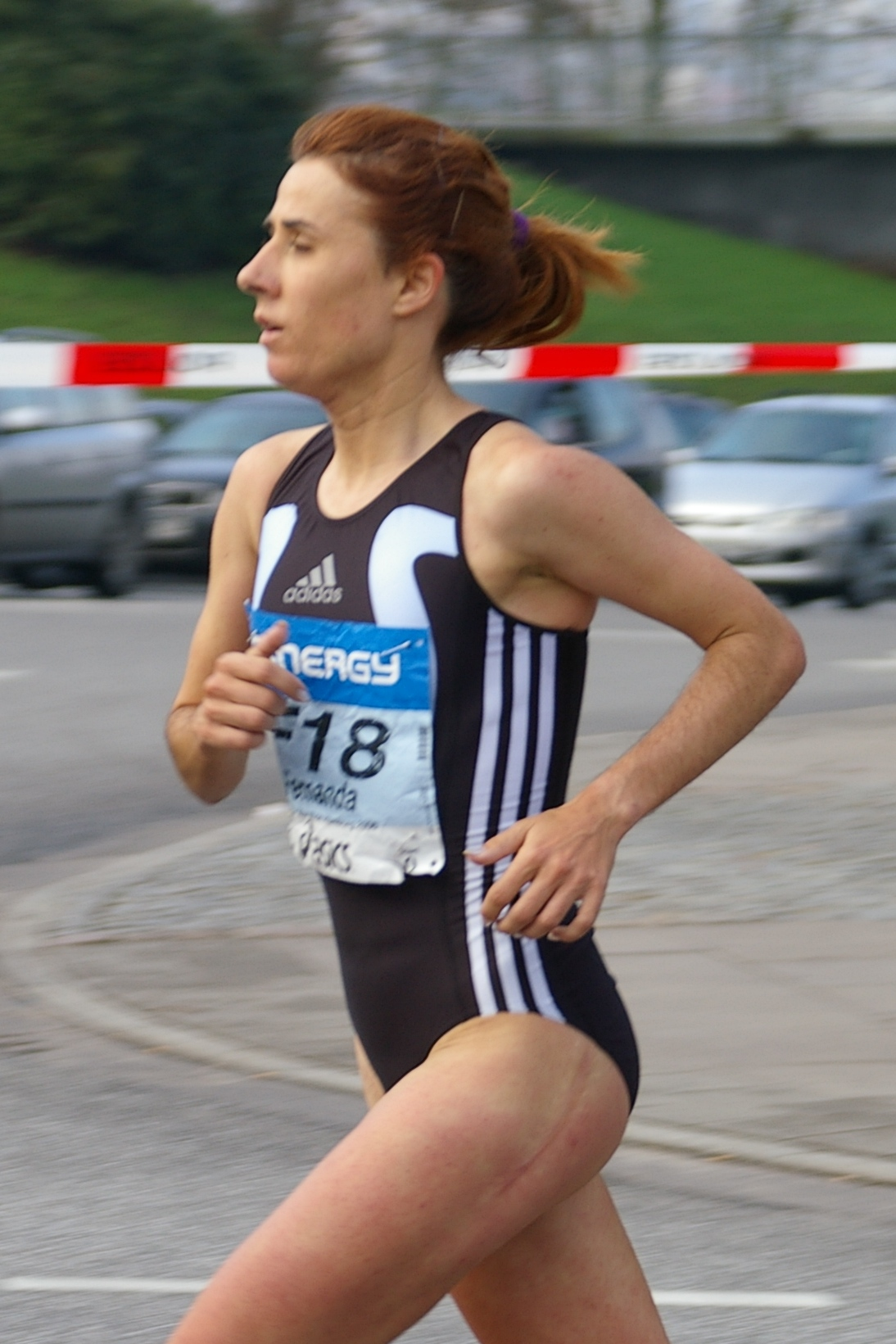
Fernanda Ribeiro (hier auf einer Aufnahme des Jahres 2006) schied als Neunte zweiten Vorlaufs aus

20:05 Uhr
| Platz | Name                         | Nation          | Zeit         |
| ----- | ---------------------------- | --------------- | ------------ |
| 1     | Marie Pierre Duros           | Frankreich      | 08:42,32 min |
| 2     | Tetjana Samolenko-Dorowskych | EUN             | 08:42,45 min |
| 3     | Angela Chalmers              | Kanada          | 08:42,85 min |
| 4     | Alison Wyeth                 | Großbritannien  | 08:43,93 min |
| 5     | Roberta Brunet               | Italien         | 08:44,21 min |
| 6     | Anne Rochelle Steely         | USA             | 08:44,22 min |
| 7     | Esther Kiplagat              | Kenia           | 08:44,97 min |
| 8     | Catherina McKiernan          | Irland          | 08:57,91 min |
| 9     | Fernanda Ribeiro             | Portugal        | 09:07,69 min |
| 10    | Immaculle Naberaho           | Ruanda          | 10:02,62 min |
| 11    | Rosemary Turare              | Papua-Neuguinea | 11:15,18 min |

### Vorlauf 3
20:20 Uhr
Mirsada Burić war die erste Leichtathletin aus Bosnien und Herzegowina, die an Olympischen Spielen teilnahm.
| Platz | Name                   | Nation                  | Zeit        |
| ----- | ---------------------- | ----------------------- | ----------- |
| 1     | Sonia O’Sullivan       | Irland                  | 8:50,08 min |
| 2     | Yvonne Murray          | Großbritannien          | 8:51,16 min |
| 3     | Jelena Romanowa        | EUN                     | 8:51,18 min |
| 4     | Annette Peters         | USA                     | 8:52,77 min |
| 5     | Zhora Graziani-Koullou | Frankreich              | 8:55,21 min |
| 6     | Päivi Tikkanen         | Finnland                | 8:49,60 min |
| 7     | Krishna Stanton        | Australien              | 9:00,62 min |
| 8     | Pauline Konga          | Kenia                   | 9:02,79 min |
| 9     | Leah Pells             | Kanada                  | 9:13,19 min |
| 10    | Khin Khin Htwe         | Myanmar                 | 9:31,70 min |
| 11    | Janeth Caizalitín      | Ecuador                 | 9:32,39 min |
| 12    | Mirsada Burić          | Bosnien und Herzegowina | 9:32,39 min |

## Finale
Datum: 2. August 1992, 21:00 Uhr
| Platz | Name                         | Nation         | Zeit        |
| ----- | ---------------------------- | -------------- | ----------- |
| 1     | Jelena Romanowa              | EUN            | 8:46,04 min |
| 2     | Tetjana Samolenko-Dorowskych | EUN            | 8:46,85 min |
| 3     | Angela Chalmers              | Kanada         | 8:47,22 min |
| 4     | Sonia O’Sullivan             | Irland         | 8:47,41 min |
| 5     | PattiSue Plumer              | USA            | 8:48,29 min |
| 6     | Jelena Kopytowa              | EUN            | 8:49,55 min |
| 7     | Anne Rochelle Steely         | USA            | 8:52,67 min |
| 8     | Yvonne Murray                | Großbritannien | 8:55,85 min |
| 9     | Alison Wyeth                 | Großbritannien | 9:00,23 min |
| 10    | Roberta Brunet               | Italien        | 9:01,26 min |
| 11    | Margareta Keszeg             | Rumänien       | 9:03,16 min |
| DNF   | Marie Pierre Duros           | Frankreich     |             |

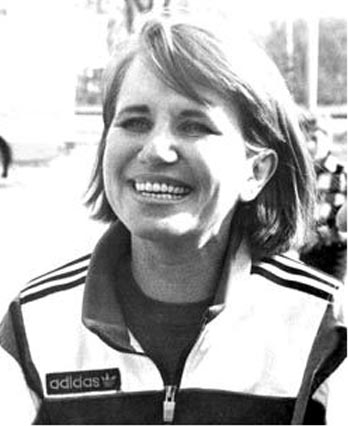
Jelena Romanowa setzte sich mit
ihrem Finish auf der Zielgeraden
durch und wurde Olympiasiegerin

Für das Finale hatten sich alle drei Athletinnen aus dem Vereinten Team qualifiziert. Hinzu kamen jeweils zwei Britinnen und zwei US-Amerikanerinnen. Komplettiert wurde das Finalfeld von jeweils einer Teilnehmerin aus Frankreich, Irland, Italien, Kanada und Rumänien.
Als Favoritin galt die ukrainische Olympiasiegerin von 1988 – damals unter ihrem Namen Tetjana Samolenko – und Weltmeisterin von 1991 Tetjana Samolenko-Dorowskych, hier für das Vereinte Team am Start. Weitere Kandidatinnen mit Aussichten auf Medaillen und vordere Platzierungen waren die russische Vizeweltmeisterin Jelena Romanowa, hier ebenfalls für das Vereinte Team laufend, die britische Europameisterin von 1990 Yvonne Murray und die Irin Sonia O’Sullivan.
Das Tempo des Finalrennens war in der Anfangsphase nicht hoch. Dadurch blieb das Feld der Läuferinnen lange eng zusammen. Mit der Britin Alison Wyeth an der Spitze wurden die ersten 1000 Meter in 3:06,71 min durchlaufen. Wyeth blieb weiter vorne, aber das Rennen wurde jetzt deutlich schneller, die Zeit für die zweiten 1000 Meter betrug 2:54,81 min. Neun Läuferinnen hatten sich nun abgesetzt. Wyeth führte weiter, dahinter lagen Romanowa und Murray. Es wurde jetzt sogar wieder ein bisschen langsamer, die Athletinnen liefen teilweise nebeneinander, jede versuchte sich eine gute Position für das Finish zu sichern. Sechshundert Meter vor dem Ziel setzte sich Murray an die Spitze und forcierte das Tempo jetzt wieder. Zu Beginn der letzten Runde lagen Murray, Romanowa, O’Sullivan und Samolenko-Dorowskych vorn. Vor der letzten Kurve zog O’Sullivan den Spurt noch einmal richtig an, Murray fiel nun zurück und in der Zielkurve setzte sich eine Fünfergruppe ab. Romanowa und Dorowskych folgten der Irin, dahinter lagen jetzt die Kanadierin Angela Chalmers und die US-Amerikanerin PattiSue Plumer. Eingangs der Zielgeraden zog O’Sullivan ein wenig nach außen, so konnte Samolenko-Dorowskych innen vorbeistoßen. Außen zog gleichzeitig auch Romanowa vorbei und die beiden Läuferinnen aus dem Vereinten Team spurteten um die Goldmedaille. Jelena Romanowa hatte am Schluss die meisten Reserven und ging vor Tetjana Samolenko-Dorowskych als Olympiasiegerin durchs Ziel. Angela Chalmers setzte sich im Kampf um Bronze gegen Sonia O’Sullivan durch, PattiSue Plumer wurde Fünfte vor Jelena Kopytowa, der dritten Läuferin des Vereinten Teams.

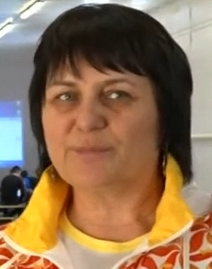
Tetjana Samolenko-Dorowskych (Foto: 2017), mehrfache Siegerin und Medaillengewinnerin bei Olympischen Spielen und Weltmeisterschaften über 1500- und 3000 Meter, errang die Silbermedaille
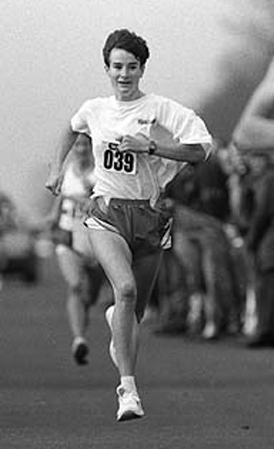
Sonia O’Sullivan wurde Olympiavierte – zu Bronze fehlten ihr 21 Hundertstelsekunden
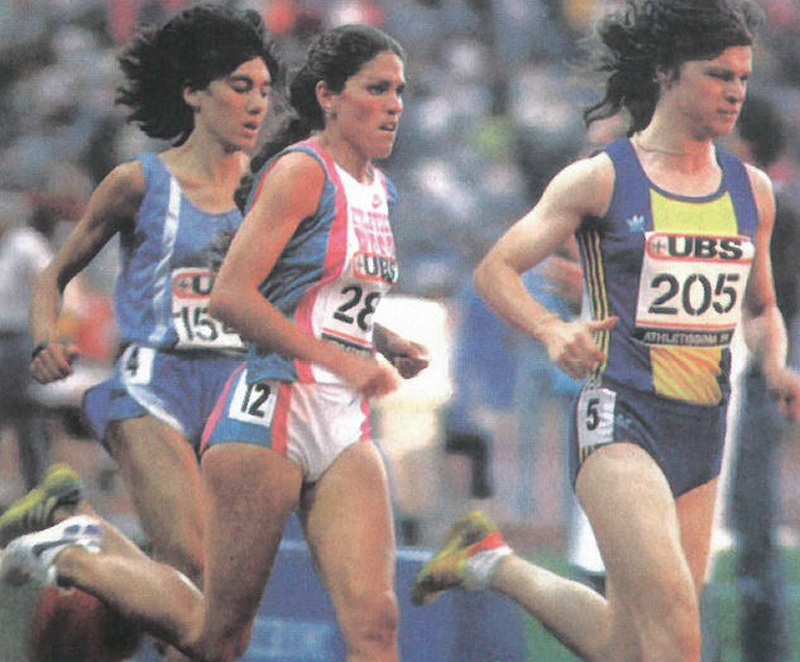
PattiSue Plumer (Mitte, in einem Rennen des Jahres 1989) erreichte Platz fünf

## Videolinks
- Women's 3000m - 1992 Olympic Games, youtube.com, abgerufen am 24. Dezember 2021
- Women's 3000m Final Barcelona Olympics 1992, youtube.com, abgerufen am 16. Februar 2018